# Reana del Rojale
Reana del Rojale est une commune italienne de la province d'Udine, dans la région Frioul-Vénétie Julienne.

## Administration
| Période                                  | Période | Identité    | Étiquette | Qualité |
| ---------------------------------------- | ------- | ----------- | --------- | ------- |
|                                          |         | Edi Colaoni |           |         |
| Les données manquantes sont à compléter. |         |             |           |         |

### Hameaux
Cortale, Qualso, Reana, Remugnano, Ribis, Rizzolo, Valle, Vergnacco, Zompitta

### Communes limitrophes
Nimis, Povoletto, Tarcento, Tavagnacco, Tricesimo, Udine